# جاندماك

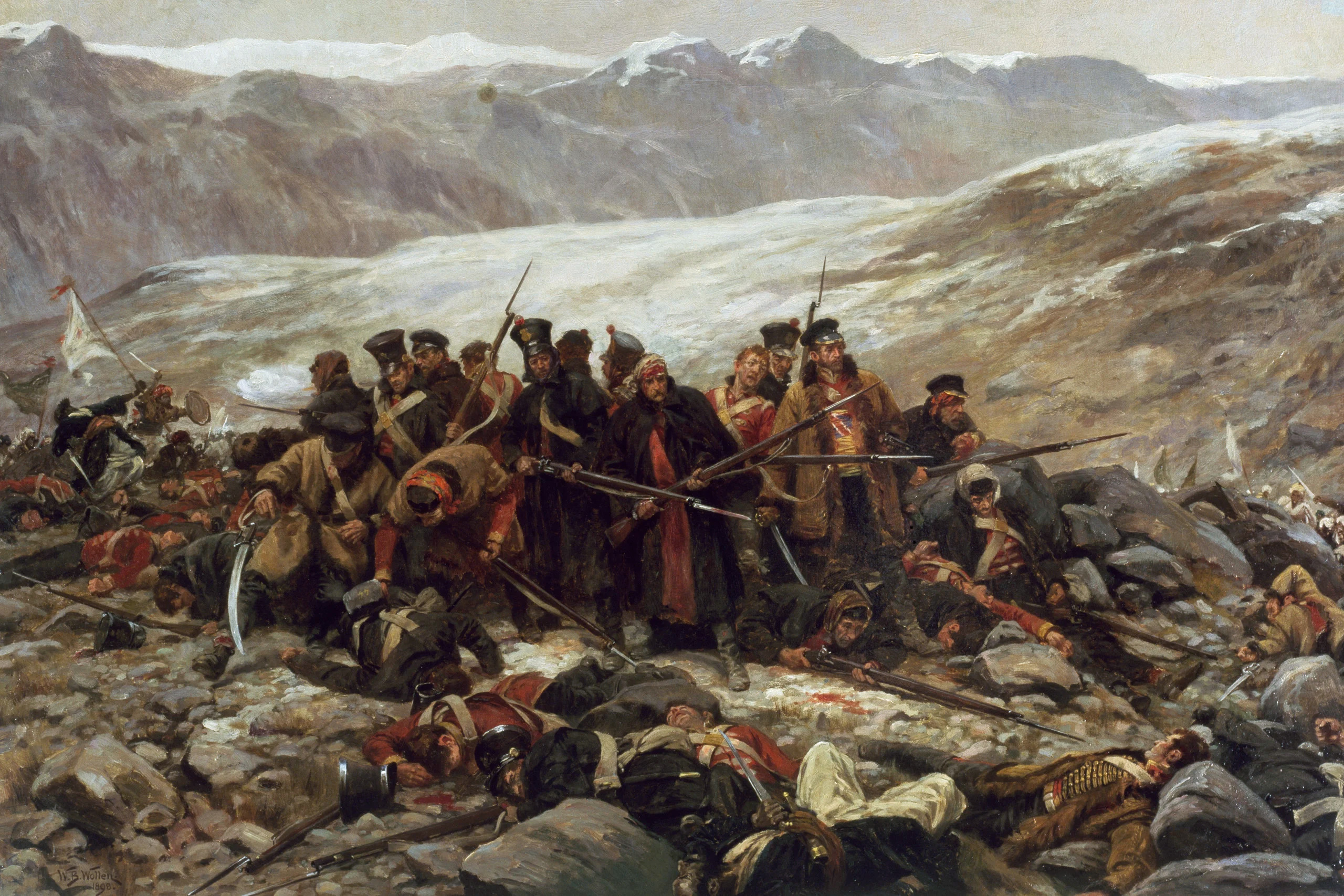
شهدت جاندماك معركة بين قوات إمارة أفغانستان والراج البريطاني عام 1842، لم ينجو منها إلا ضابط بريطاني واحد.

جاندماك (بالبشتوية: گندمک) هي قرية أفغانية، تقع بين كابول وبيشاور، وتبعد عن جلال آباد حوالي 56 كم على الطريق القديم المؤدي إلى العاصمة الأفغانية كابول. كانت هذه القرية مسرحًا لمعركة حدثت بين قوات الراج البريطاني وإمارة أفغانستان عام 1842 لم يخرج منها إلا ناجِ بريطاني واحد. كما شهدت توقيع معاهدة بين الطرفين وُقعت لاحقًا عام 1879 اُطلق عليها معاهدة جاندماك، فقدت أفغانستان بموجبها أراضِ شاسعة لصالح البريطانيين.